# Эрни, Ханс
Ханс Э́рни (нем. Hans Erni; 21 февраля 1909, Люцерн — 21 марта 2015, там же) — швейцарский художник, график, живописец и скульптор. Известен росписью стен, цветными литографиями, гобеленами, произведениями из керамики, графикой для почтовых марок.

## Биография

### Происхождение
Ханс Эрни родился в Люцерне в семье машиниста парохода. Начальное образование получил в школе и готовился быть землемером, однако отверг это намерение, чтобы стать чертёжником на строительном предприятии.

### Учёба
В 1927—1928 годах обучался в училище декоративно-прикладных искусств Люцерна. В 1928—1929 годах жил в Париже, где некоторое время учился в академии Жюлиана, а затем уехал в Берлин, где учился в Государственном училище свободных и прикладных искусств. Германия стояла на пороге нацизма, поэтому он покинул Берлин, где столкнулся с непонятными ему политическими проблемами, далёкими от искусства.
Эрни вернулся в Люцерн и часто приезжал в Париж, где вовлёкся в водоворот творческой жизни. Он изучал произведения старых мастеров и учился на работах современных художников, не похожих на предшественников XVI—XVIII веков.

### Первые произведения и первые выставки
Эрни начал участвовать в выставках с 1933 года. Большое влияние на художника оказало творчество Пикассо, Жоржа Брака, произведения абстракционистов, позднее сюрреалистов. Имело свои последствия и увлечение Хансом чертежами, машинами и механизмами вообще. Эрни пробовал включать в свои произведения технические схемы, геометрические фигуры и т. д. Это было время экспериментов и поисков своего стиля («Техническая функция», 1936, «Эмансипация», 1938). Эксперименты с формами и красками станут присущими творчеству художника на всю жизнь.
К этому периоду относятся и попытки росписи стен («Художник-творец», 1933, стенопись в спортивном клубе г. Люцерн).

### Влияние сюрреализма
На молодого Эрни оказали своё влияние произведения Сальвадора Дали и Ива Танги. Но Эрни и в сюрреалистических произведениях не отказался от значимых и даже философских тем («Пятиугольник» 1939, «Лист из дневника урбаниста» 1941). В «Листе урбаниста» он написал свой автопортрет, похожий на анатомический рисунок, и рядом с ботанической точностью изобразил растение.

### Вторая мировая война
Эрни был на войне водителем и художником камуфляжа, однако не забросил творчество. Разочарованность в человеческом обществе привела его к пейзажам. Он рисовал суровые, величественные Альпы, но без людей и следов их пребывания здесь. На картинах этого периода преобладает пустынность.
К этому периоду относятся плакаты Эрни, иллюстрации к книгам. В 1945 году он получил заказ на стенопись павильона машин Базельской промышленной выставки (темпера на стене). Среди книжных иллюстраций выделяются работы для сборника Ч. Каневашини «Человеческий труд на протяжении веков» (1943).

### Декоративно-прикладные произведения
Во Франции Жан Люрса (1892—1966) возобновил производство гобеленов. Свои картоны к гобеленам создал и Ханс Эрни. Он расширил тематику гобеленов и добавил как новые темы, так и новые средства выразительности образов. Картон «Нить Ариадны (Лабиринт Минотавра)» на сюжет древнегреческого мифа стал достижением Эрни в этой области искусства. Он также пробовал свои силы и в производстве художественной керамики.
Эрни создавал эскизы почтовых марок («250 лет Княжеству Лихтенштейн», 1969 г., «Зимние Олимпийские игры 1972 Саппоро», «Летние Олимпийские игры 1972 Мюнхен»), почтовые штемпели для ООН и Швейцарии с портретами деятелей искусства или наук, среди которых Альберт Эйнштейн, Пауль Клее, Томас Манн, Герман Гессе, Ле Корбюзье, Райнер Мария Рильке и другие.

### Цветная литография
Ханс Эрни также известен как мастер цветной литографии. Он создал целые циклы работ, объединенные темами «человек и творчество», «человек и животные», «человеческая любовь», «красота женщины», «молодость», «животные».
Технику цветной литографии Ханс Эрни использовал и для иллюстрации книг («Рисовальщик», обложка к монографии Чарльза Рознера «Графические произведения Ханса Эрни», 1957).
Эрни не оставлял экспериментов и в технике чёрно-белой литографии. Его лист на древнегреческую тему «Вакх на винограднике» (белая краска на чёрном фоне, 1955) стал всемирно известным произведением. Этот рисунок создан белым на чёрном, тогда как в традиционной гравюре или офорте — рисунок, изображение создают чёрные или темные линии.

### Музей Ханса Эрни
Ханс Эрни не принадлежал к коммунистической партии или к другой партии левого толка, но симпатизировал именно им. Ханс Эрни создал плакат в честь культурных связей Швейцарии и СССР. Художник отошёл от приверженности к коммунистическим идеям после введения советских войск в Венгрию и подавление там восстания в 1956 году. Однако ему не забыли приверженность коммунистам, существовал политический запрет на популяризацию произведений Эрни в капиталистических странах. Этот запрет разделяли и в нейтральной Швейцарии. Произведения Ханса Эрни (в отличие от зарубежных музейных учреждений) долго не покупали государственные музеи на родине.
Ситуация изменилась после международного признания художника. В сентябре 1979 года Музей транспорта в Люцерне выделил экспозиционные площади, где был создан Музей Ханса Эрни. В музей передали авторскую керамику, графические произведения в различных техниках, медальерные изделия, картоны для гобеленов. Эрни создал в музее очередную стенопись на тему латинского изречения Panta Rhei («Все течёт, все изменяется»), площадь которого — 30 м².

### Личная жизнь
Ханс был женат дважды. Первая жена умерла в 1948 году. От первого брака есть дочь Симоне Эрни. Через год, в 1949 году, Ханс женился на секретарше Дорис Кесслер. У них родились две дочери и сын. Одна из дочерей умерла в семилетнем возрасте от лейкемии.
Ханс Эрни умер 21 марта 2015 года в клинике Святой Анны в Люцерне (по некоторым другим данным, скончался в 1978 году).